# Mussaudrillfågel
Mussaudrillfågel (Lalage conjuncta) är en fågel i familjen gråfåglar inom ordningen tättingar.

## Utbredning och systematik
Fågeln förekommer enbart i ögruppen Mussauöarna. Tidigare betraktades den som en underart till vitbrynad drillfågel (L. leucomela) och vissa gör det fortfarande.

## Status
IUCN kategoriserar den som sårbar.